# Aderpas punctulatus
Aderpas punctulatus är en skalbaggsart som beskrevs av Jordan 1894. Aderpas punctulatus ingår i släktet Aderpas och familjen långhorningar.
Artens utbredningsområde är Gabon. Inga underarter finns listade i Catalogue of Life.